# Grannäsen
Grannäsen är en sjö i Ovanåkers kommun i Hälsingland. Sjön är 12,6 meter djup, har en yta på 3,18 kvadratkilometer och är belägen 384 meter över havet. Sjön avvattnas av vattendraget Testeboån (Grannäsån). Vid provfiske har abborre, gädda, mört och sik fångats i sjön.
Grannäsen är källsjö till Testeboån som mynnar ut i Gävle. Den omges av både berg och låglänta marker, myrar och granskog. I sjön finns bland andra öar  Svenholmen, Björnskalleholmen och de två Kvarnholmarna.

## Delavrinningsområde
Grannäsen ingår i det delavrinningsområde (678492-151107) som SMHI kallar för Utloppet av Grannäsen. Medelhöjden är 398 meter över havet och ytan är 18,15 kvadratkilometer. Räknas de 2 avrinningsområdena uppströms in blir den ackumulerade arean 23,79 kvadratkilometer. Avrinningsområdets utflöde Testeboån (Grannäsån) mynnar i havet. Avrinningsområdet består mestadels av skog (64 procent) och sankmarker (13 procent). Avrinningsområdet har 3,38 kvadratkilometer vattenytor vilket ger det en sjöprocent på 18,6 procent.